# Restless (album de Xzibit)
Pour les articles homonymes, voir Restless.
Albums de Xzibit
Likwit Rhymes
(2000) Man vs. Machine
(2002)
Singles
1. Front 2 Back
Sortie : 25 septembre 2000
2. X
Sortie : 12 décembre 2000
3. Get Your Walk On
Sortie : 8 janvier 2001

Restless est le troisième album studio de Xzibit, sorti le 12 décembre 2000.

## Liste des titres
| No  | Titre                                                    | Contient un (des) sample(s) de                                                                                                  | Durée |
| --- | -------------------------------------------------------- | --- | ----- |
| 1.  | Intro/Restless                                           | | 1:15  |
| 2.  | Front 2 Back                                             | | 3:02  |
| 3.  | Been a Long Time (featuring Nate Dogg)                   | | 3:57  |
| 4.  | U Know (featuring Dr. Dre)                               | The Watcher de Dr. Dre What's the Difference de Dr. Dre featuring Eminem et Xzibit Still D.R.E. de Dr. Dre featuring Snoop Dogg | 3:26  |
| 5.  | X (featuring Snoop Dogg)                                 | | 4:15  |
| 6.  | Alkaholik (featuring Erick Sermon et Tha Alkaholiks)     | | 3:39  |
| 7.  | Kenny Parker Show 2001 (featuring KRS-One)               | | 4:45  |
| 8.  | D.N.A. (Drugs-n-Alkahol) (featuring Snoop Dogg)          | | 4:37  |
| 9.  | Double Time                                              | | 2:50  |
| 10. | Don't Approach Me (featuring Eminem)                     | | 4:36  |
| 11. | Rimz & Tirez (featuring Defari, Goldie Loc et Kokane)    | | 4:52  |
| 12. | Fuckin' You Right                                        | | 3:42  |
| 13. | Best of Things                                           | | 3:20  |
| 14. | Get Your Walk On                                         | | 3:39  |
| 15. | Sorry I'm Away So Much (featuring DJ Quik et Suga Free)  | | 3:59  |
| 16. | Loud & Clear (featuring Butch Cassidy, Defari et King T) | | 3:33  |